# Solanum talarense
Solanum talarense är en potatisväxtart som beskrevs av Henry Knute Knut Svenson. Solanum talarense ingår i släktet skattor som ingår i familjen potatisväxter. Inga underarter finns listade i Catalogue of Life.